# Pisinna olivacea
Pisinna olivacea är en snäckart. Pisinna olivacea ingår i släktet Pisinna och familjen Anabathridae. Utöver nominatformen finns också underarten P. o. impressa.